# Carnelian Bay
Carnelian Bay est une census-designated place du comté de Placer, dans l'État de Californie, aux États-Unis,. En 2020, elle compte une population de 518 habitants.